# Лінія T1 (Паризький трамвай)
48°56′10″ пн. ш. 2°20′47″ сх. д. / 48.93611145° пн. ш. 2.34638882° сх. д.
Лінія T1 Паризького трамваю або  Лінія 1 трамваю Іль-де-Франс (фр. Ligne 1 du tramway d'Île-de-France) — лінія у складі сучасної трамвайної мережі регіону Іль-де-Франс, Франція. 
Лінія T1 сполучає станцію Нуазі-ле-Сек і Аньєр-сюр-Сен із приміською дистанцією, що прямує паралельно північній межі міста Париж та має довжину 17 км і 36 станцій. 
Вона була відкрита в 1992 році як перша сучасна трамвайна лінія в паризькому регіоні. 
Лінію продовжили у грудні 2003 року та листопаді 2012 року. 
Щоденна кількість пасажирів досягає 188 000 пасажирів (у 2015 році), що робить її другою за завантаженістю лінією трамвайної мережі. 

З моменту відкриття лінія управляється групою RATP під керівництвом Île-de-France Mobilités. Майбутня експлуатація лінії стане предметом конкурсного процесу в листопаді 2029 року. 

Розширення на 1 зупинку на захід у напрямку Ле-Катр відкрили для відвідувачів у середині 2019 року. 
 
Подальше розширення на захід у напрямку Коломб (що дозволить пересадку на лінію T2) на середину 2020-х знаходиться на стадії планування. 
На схід заплановане розширення в напрямку до Валь-де-Фонтене, яке було заблоковано протягом кількох років через рішучу опозицію з боку муніципалітету Нуазі-ле-Сек, нарешті буде побудовано в два етапи: перша черга з’єднає станцію Нуазі-ле-Сек лише до Монтрея (вулиця де Росі). 

## Хронологія

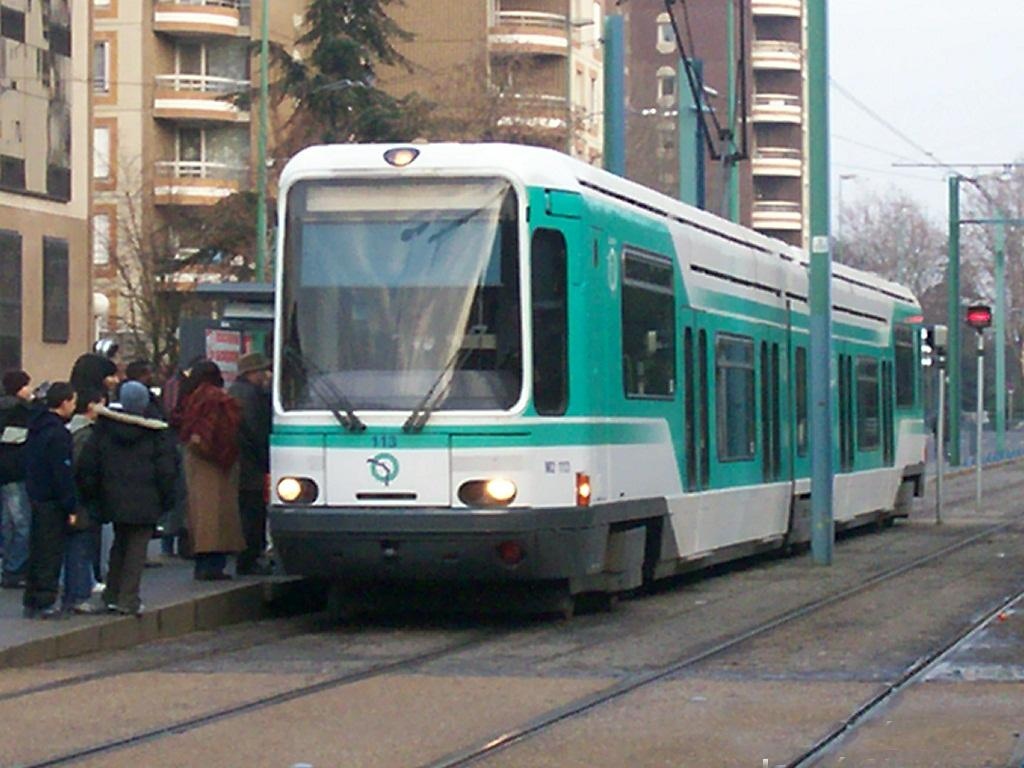
Трамвай на лінії T1 у Бобіньї

- 6 липня 1992: початок трафіку між Бобіньї-Пабло Пікассо та Ла-Курнев-8 травня 1945[5]
- 15 грудня 1992: розширення на захід від Ла-Курнев–8 травня 1945 до станції Сен-Дені
- 15 грудня 2003: розширення на схід від Бобіньї-Пабло Пікассо до Нуазі-ле-Сек
- 15 листопада 2012: розширення на захід від станції Сен-Дені до Ле-Куртій
- 12 жовтня 2019: розширення на захід від Ле-Куртій до «Аньєр — Катр-Рут»

## Станції

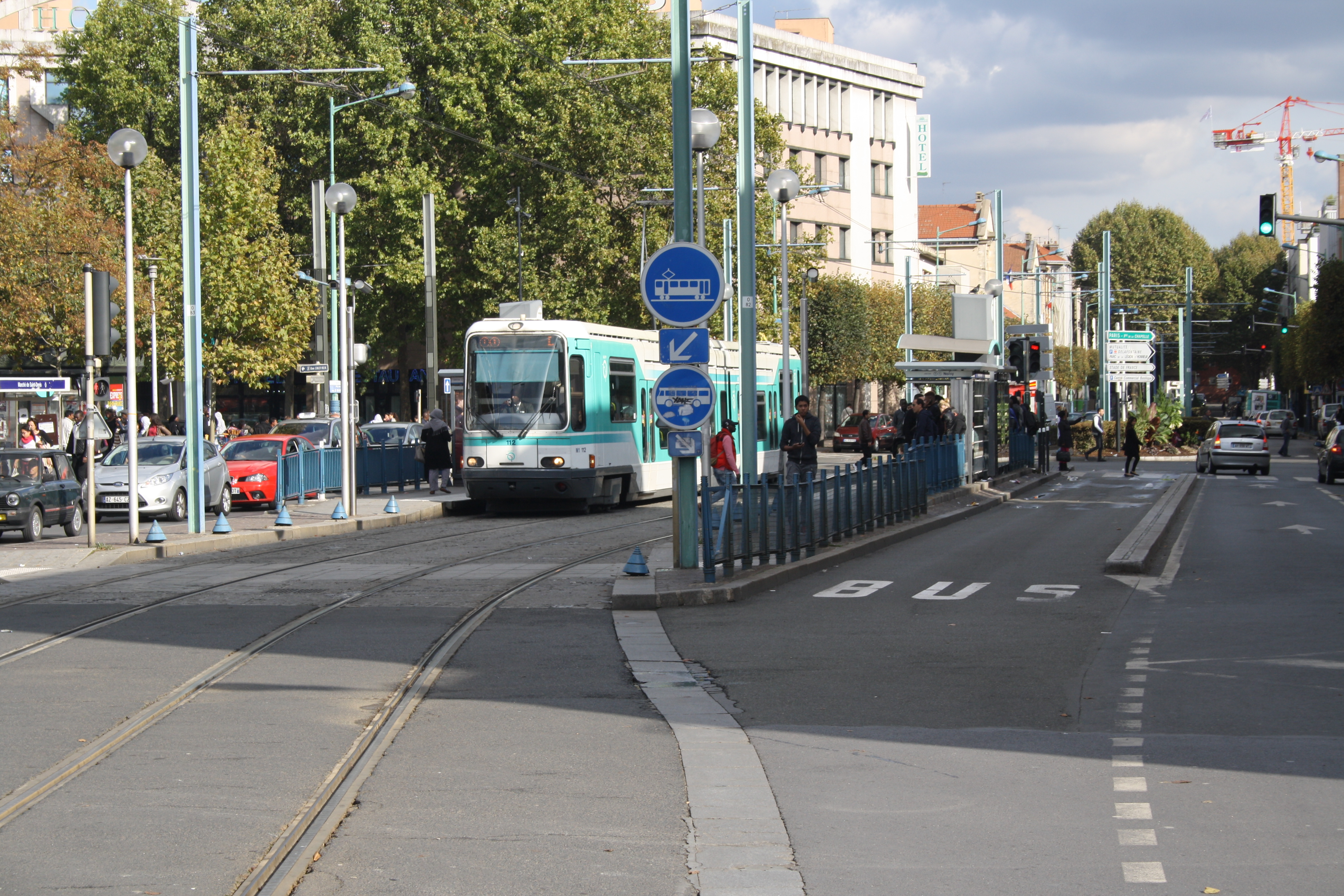
Пересадна зупинка Марше-де-Сен-Дені, кінцева станція лінії T5 знаходиться ліворуч за деревами

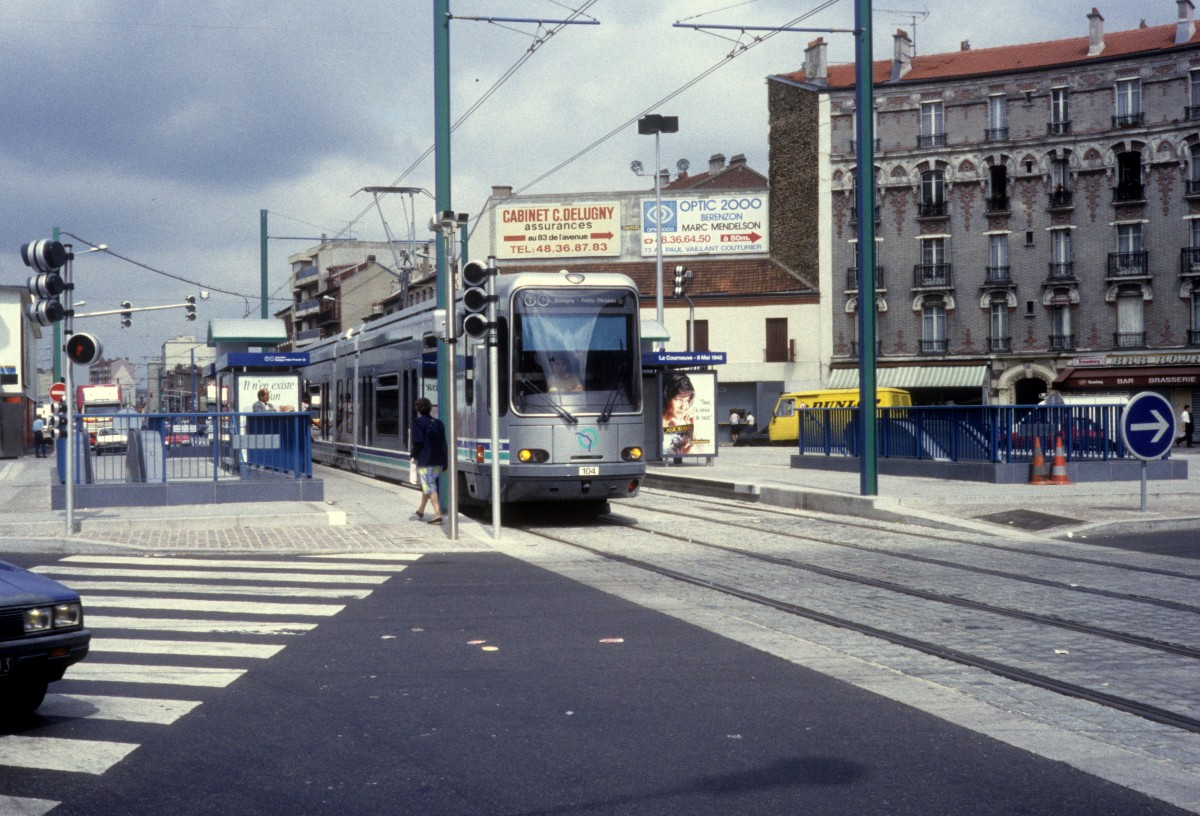
Зупинка Ла-Курнев-8 травня 1945 з вагоном 104 в оригінальній лівреї, 1992 рік

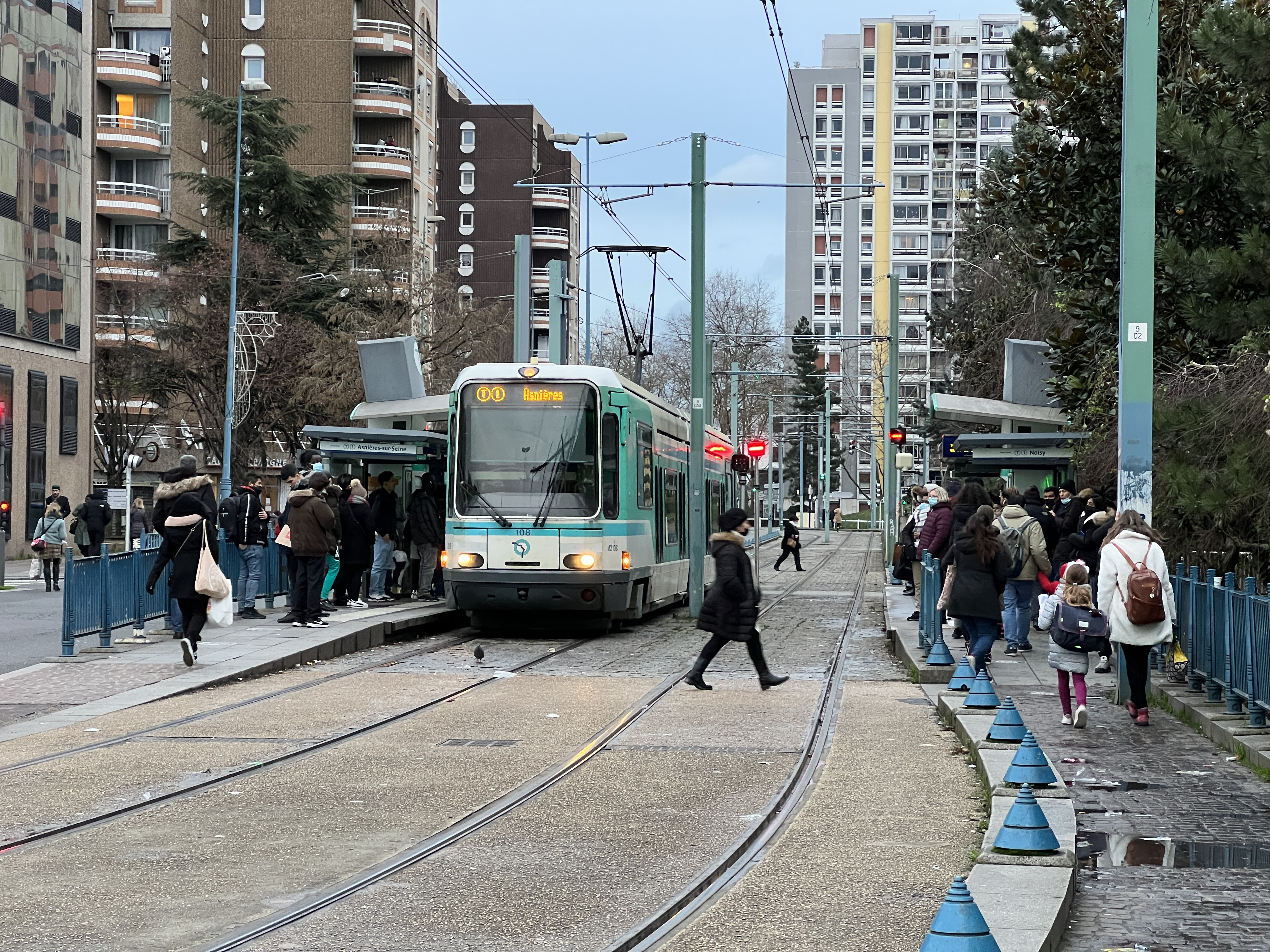
Зупинка Бобіньї — Пабло Пікассо

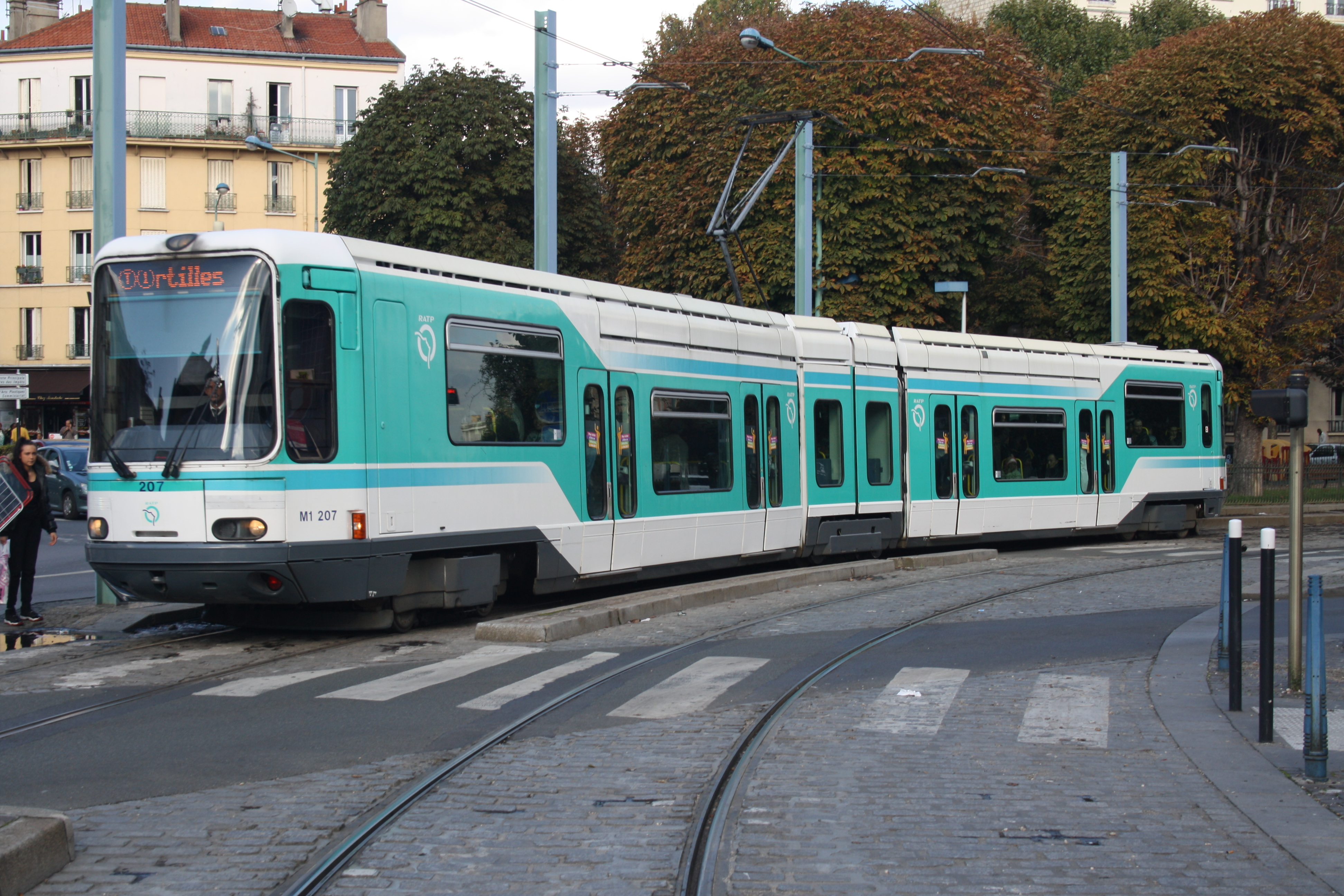
Вагон типу TFS на лінії T1 у Сен-Дені

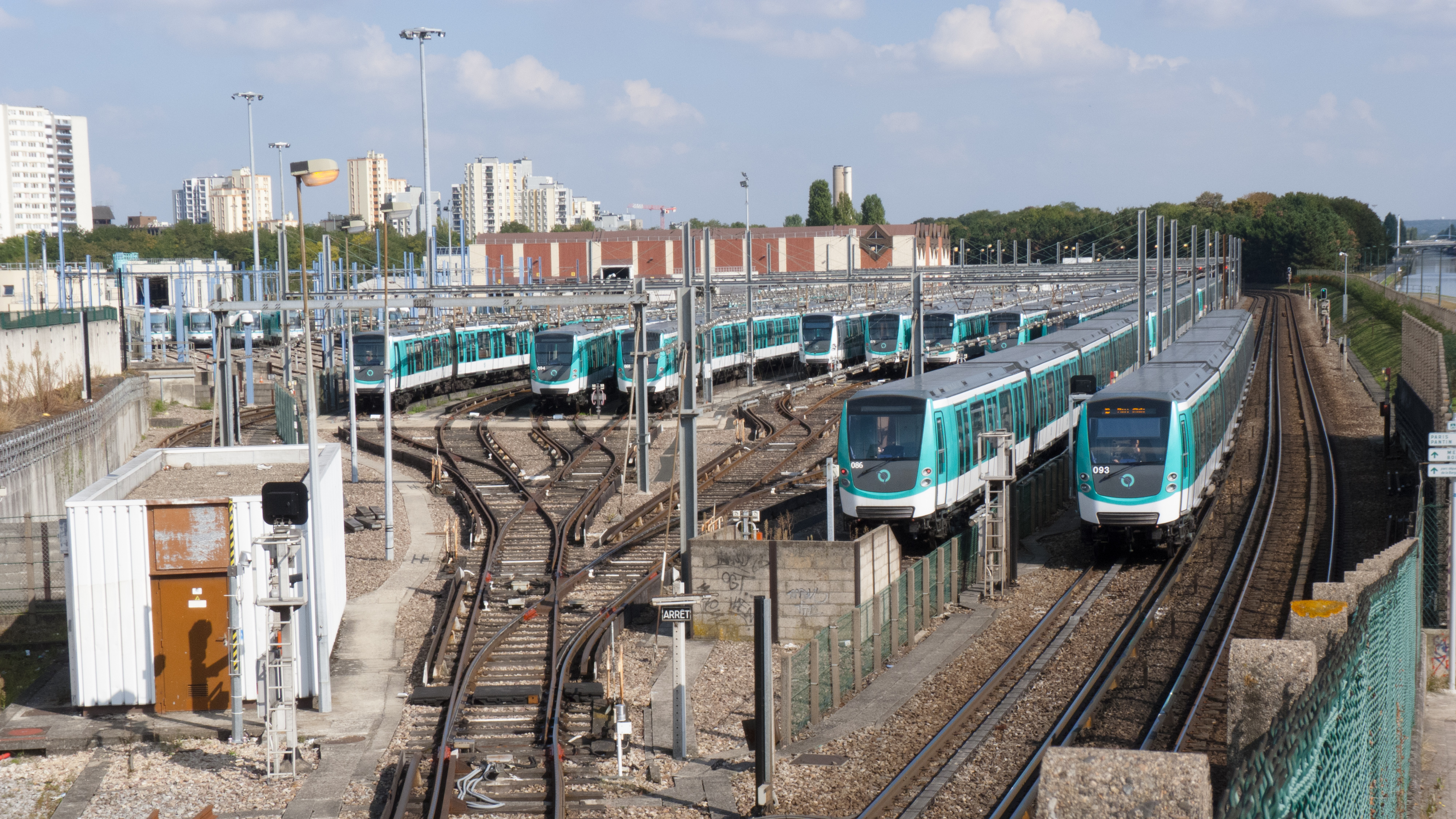
Депо Бобіньї

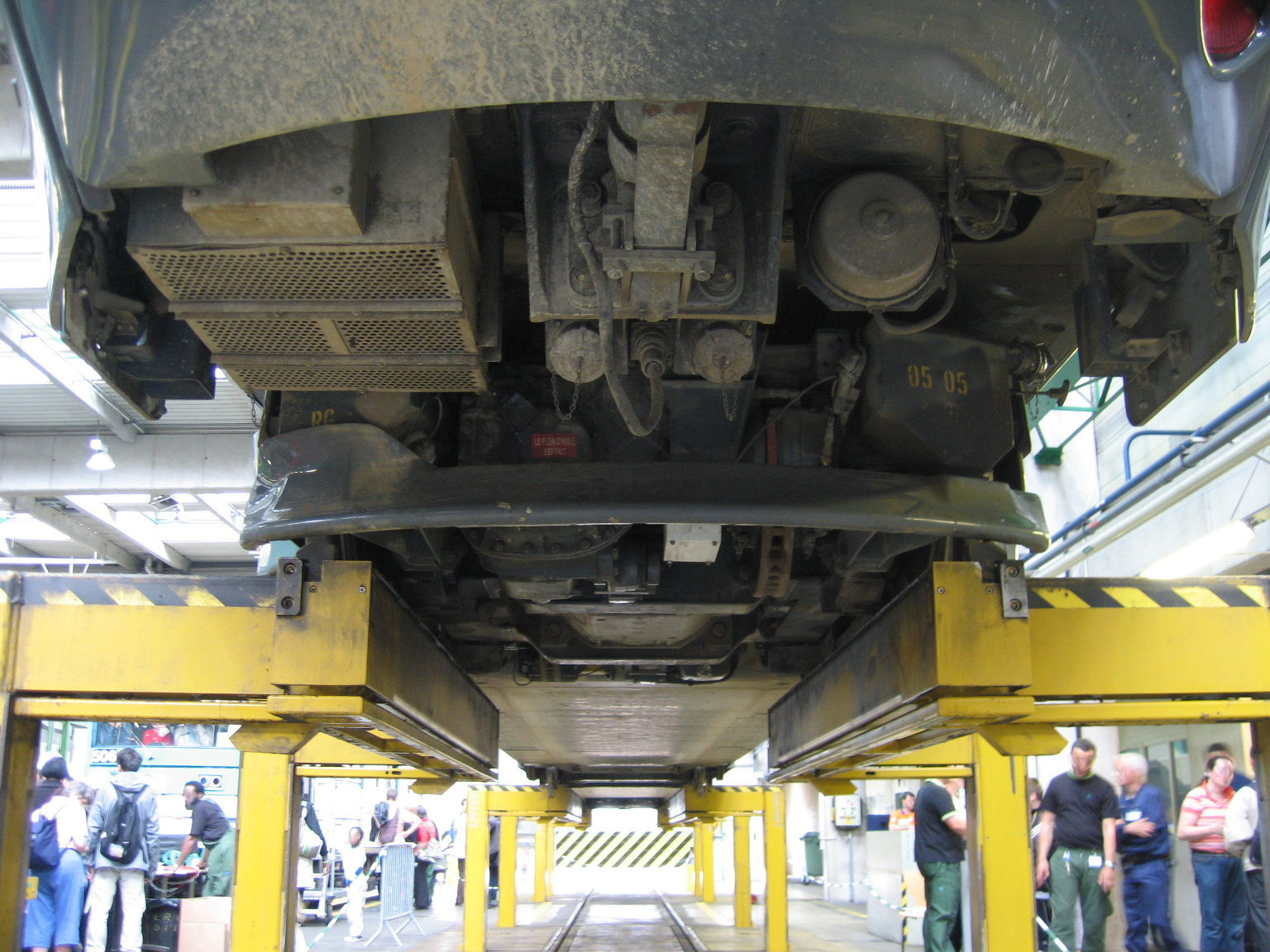
Вагон типу TFS на капітальному ремонті в депо Бобіньї

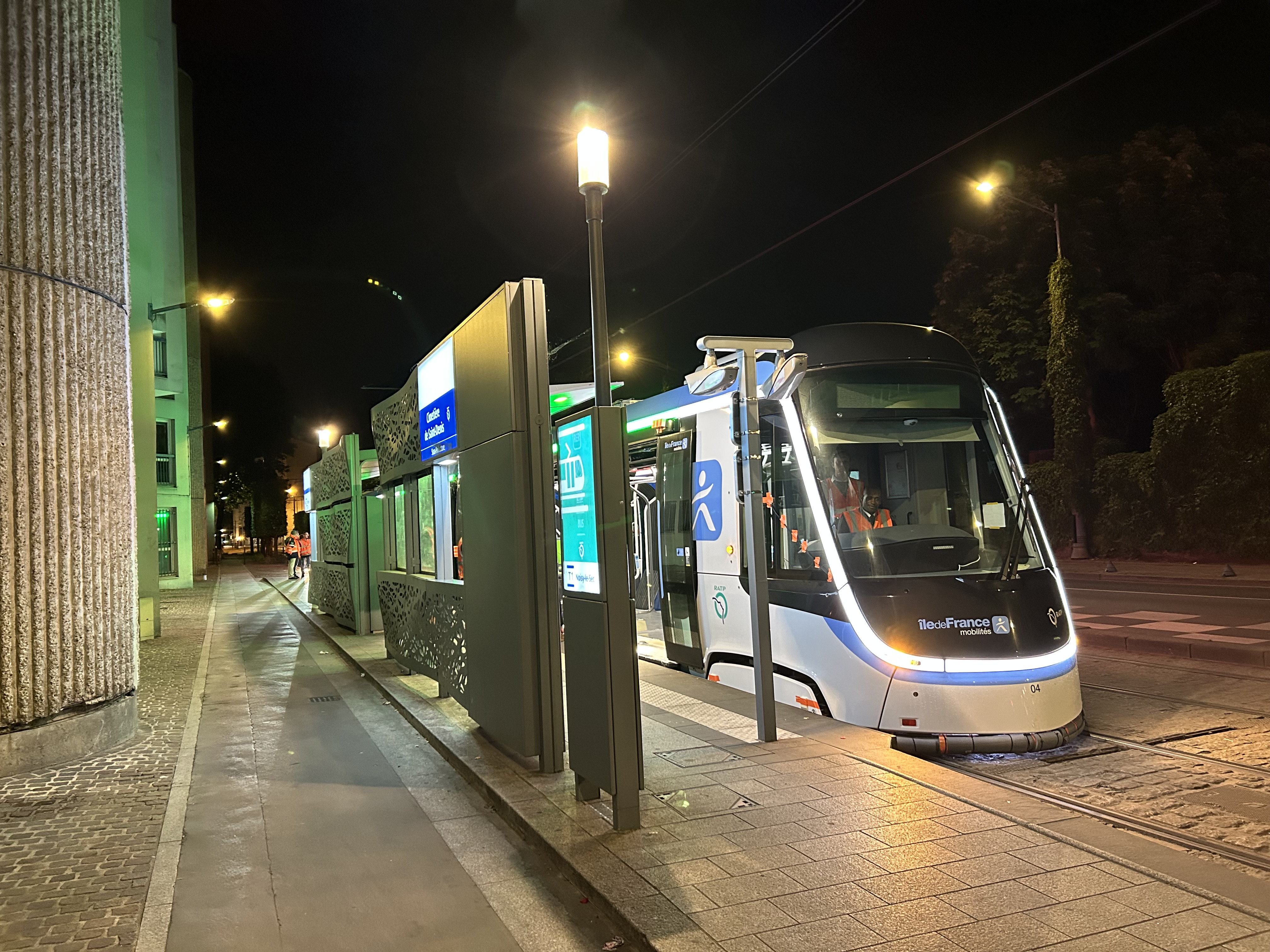
Citadis X05 під час нічних тест-драйвів на лінії Т1

із заходу на схід
| Лінія T1                                                    | Лінія T1                 | Лінія T1 |
| Назва Мовою оригіналу                                       | Комуна                   | Пересадка |
| ----------------------------------------------------------- | ------------------------ | --- |
| Аньєр — Катр-Рут Asnières—Quatre Routes                     | Аньєр-сюр-Сен            | |
| Ле-Куртій Les Courtilles                                    | Аньєр-сюр-Сен, Женнвільє | Paris Métro Line 13                                                                                           |
| Ле-Лют Le Luth                                              | Женнвільє                | |
| Ле-Віллаж Le Village                                        | Женнвільє                | |
| Тімбо Timbaud                                               | Женнвільє                | |
| Гар-де-Женнвільє Gare de Gennevilliers                      | Женнвільє                | RER · RER C                                                                                                   |
| Парк-дез-Шантрен Parc des Chanteraines                      | Женнвільє                | |
| Шемен-дез—Реньєр Chemin des Reniers                         | Вільнев-ла-Гаренн        | |
| Ла-Ну La Noue                                               | Вільнев-ла-Гаренн        | |
| Мерія-де-Вільнев-ла-Гаренн Mairie de Villeneuve-la-Garenne  | Вільнев-ла-Гаренн        | |
| Л'Іль-Сен-Дені L'Île-Saint-Denis                            | Л'Іль-Сен-Дені           | |
| Гар-де-Сен-Дені Gare de Saint-Denis                         | Сен-Дені                 | Transilien · Transilien Paris – Nord · RER · RER D · Tramways in Île-de-France · Île-de-France tramway Line 8 |
| Театр Жерар Філіп Théâtre Gérard Philipe                    | Сен-Дені                 | |
| Марше-де-Сен-Дені Marché de Saint-Denis                     | Сен-Дені                 | Tramways in Île-de-France · Île-de-France tramway Line 5                                                      |
| Базиліка-де-Сен-Дені Marché de Saint-Denis                  | Сен-Дені                 | Paris Métro Line 13                                                                                           |
| Сімет'єр-де-Сен-Дені Cimetière de Saint-Denis               | Сен-Дені                 | |
| Опіталь-Делафонтен Hôpital Delafontaine                     | Сен-Дені                 | |
| Космонавтів Cosmonautes                                     | Сен-Дені, Ла-Курнев      | |
| Ла-Курнев — Сікс-Рот La Courneuve—Six Routes                | Ла-Курнев                | |
| Отель-де-Віль — де-Ла-Курнев Hôtel de Ville de La Courneuve | Ла-Курнев                | |
| Стад-Жорж Андрі Stade Géo André                             | Ла-Курнев                | |
| Дантон Danton                                               | Ла-Курнев                | |
| Ла-Курнев-8 травня 1945 La Courneuve—8 Mai 1945             | Ла-Курнев                | Paris Métro Line 7                                                                                            |
| Морис Лашатр Maurice Lachâtre                               | Дрансі, Бобіньї          | |
| Дрансі-Авенір Drancy—Avenir                                 | Дрансі, Бобіньї          | |
| Опіталь-Авісен Hôpital Avicenne                             | Дрансі, Бобіньї          | |
| Гастон Роллан Gaston Roulaud                                | Дрансі, Бобіньї          | |
| Ескадрилья Нормандія-Німан Escadrille Normandie-Niémen      | Дрансі, Бобіньї          | |
| Ла-Ферме La Ferme                                           | Бобіньї                  | |
| Ліберацьон Libération                                       | Бобіньї                  | |
| Отель-де-Віль-де-Бобіньї Hôtel de Ville de Bobigny          | Бобіньї                  | |
| Бобіньї — Пабло Пікассо Bobigny—Pablo Picasso               | Бобіньї                  | Paris Métro Line 5                                                                                            |
| Жан Ростан Jean Rostand                                     | Бобіньї                  | |
| Огюст Делон Auguste Delaune                                 | Бобіньї                  | |
| Пон-де-Бонді Pont de Bondy                                  | Нуазі-ле-Сек             | |
| Петі-Нуазі Petit Noisy                                      | Нуазі-ле-Сек             | |
| Гар-де-Нуазі-ле-Сек Gare de Noisy-le-Sec'                   | Нуазі-ле-Сек             | RER · RER E                                                                                                   |

## Рухомий склад
Лінію обслуговують 35 трамваїв типу TFS (також згадується як TW90/94) 

у двох різних версіях від виробника Alstom.
Старша версія (вагони від 101 до 117) датується 1992 роком і має двигуни постійного струму, молодша версія (вагони 118 і 119) 1994 року оснащена асинхронними двигунами. 
Інші транспортні засоби останнього типу (вагони 201—216) були переведені з лінії Т2 на Т1 у 2003—2004 рр. 
Перші транспортні засоби спочатку мали ліврею сріблястого кольору — схожу на ліврею гренобльського трамвая — вагони, запозичені з T2, вже мали сьогоденну ліврею. 

У 2021 році в Alstom замовлено 37 п’ятивагонних Citadis X05 (також відомих як TW20) 

вартістю 130 мільйонів євро. 
Перший із вагонів доставлено на початку 2024 року. 
Технічне обслуговування транспортних засобів відбувається в депо Бобіньї, куди одноколійна лінія веде від зупинки Бобіньї — Пабло Пікассо. 

В цьому депо також обслуговуються потяги 5 лінії метро. 
На ділянці площею понад 40 000 м² 10 000 м² відведено під трамваї, з яких 1600 м² є критими ангарами